# Middle (DJ Snake)
Middle is een nummer van de Franse DJ Snake uit 2015, ingezongen door de Britse zanger Bipolar Sunshine. Het is de eerste single van DJ Snake's debuutalbum Encore.
Het nummer werd een (bescheiden) hit in Noord-Amerika, West-Europa, Oceanië en Zuid-Afrika. In DJ Snake's thuisland Frankrijk haalde het de 12e positie, en in Bipolar Sunshine's thuisland, het Verenigd Koninkrijk, was het goed voor een 10e positie. In Nederland haalde het nummer 2 in de Tipparade, en in de Vlaamse Ultratop 50 haalde het de 29e plek.